# 1024
1024. је била проста година.

## Догађаји
- Википедија:Непознат датум — Владавина арапске династије Абадида у Севиљи у данашњој Шпанији (од 1023. до 1091).
- Википедија:Непознат датум — Руско-византијски рат (1024)
- 1024-1039 — Краљ Немачке Конрад II (око 990-1039), бивши војвода Франконије.
- Бретања постаје поприште масовних сељачких устанака.
- Катепан Јужне Италије опремио је експедицију од Барија до севера Драча са циљем да покори српске кнезове.
- Изабран нови римски епископ Папа Јован XIX (1024-1032), брат Бенедикта VIII.
- Јарослав Мудри, спремајући се за рат са Мстиславом, послао је „амбасадора у иностранство Варјазима“. Варјашки кнез Јакун (Хакон) долази код њега са својом свитом.
- Јесен — Мстислав Владимирович, у одсуству великог кнеза Јарослава Владимировича, приближио се Кијеву са хазарском и касогском свитом и нанео пораз. Међутим, Кијевљани нису прихватили Мстислава, те је он био приморан да борави у Чернигову.
- Мстислав Владимирович (1024-1036) постаје черниговски кнез.
- Битка код Листвена — победа Мстислава Храброг над Јарославом Мудрим и његовом варјашком свитом. Хазари су такође учествовали у походу. Јарослав Мудри, претрпевши пораз, бежи у Велики Новгород.
- Јарослав Мудри добија понуду за мир од свог брата Мстислава (завршена је тек 1026. године).
- Суздаљски устанак - устанак волхва у Суздаљској земљи током суше. Јарослав Мудри одлази у Суздаљ и гуши побуну.

## Смрти
- 13. јул — Хенрик II Свети, немачки краљ и цар Светог римског царства (*972.)